# Scabiosa crinita
Scabiosa crinita är en tvåhjärtbladig växtart som beskrevs av Ky. och Boiss. Scabiosa crinita ingår i släktet fältväddar, och familjen Dipsacaceae. Inga underarter finns listade i Catalogue of Life.